# رابرت هس
رابرت هس (انگلیسی: Robert Hass؛ زادهٔ ۱ مارس ۱۹۴۱) یک شاعر اهل ایالات متحده آمریکا است. وی در سال ۱۹۹۵ تا ۱۹۹۷ عنوان ملک‌الشعرای مشاور کتابخانه کنگره در امر شعر را دارا بود. هس در سال ۲۰۰۷ جایزه کتاب ملی و و در سال ۲۰۰۸ به صورت مشترک برنده جایزه پولیتزر برای شعر شد. وی علاوه بر برنده شدن جایزه کمک‌هزینه گوگنهایم جایزه والاس استیونس آکادمی شاعران آمریکا را نیز از آن خود کرده است.